# Brandon Trost
Brandon Scott Trost (Los Angeles, 29 agosto 1981) è un direttore della fotografia, effettista, regista e attore statunitense.

## Biografia
Brandon Trost è nato il 29 agosto 1981 a A Los Angeles, in California. È figlio di Karen (nata French) e Ron Trost, un coordinatore degli effetti speciali. Suo nonno, Scott Maitland, era un aiuto regista e suo bisnonno uno stuntman. Suo prozio era l'attore Victor French. Ha frequentato la Frazier Mountain HIgh School e successivamente la Los Angeles Film School. È cresciuto a Frazier Park con suo fratello Jason, anch'egli regista e attore, e sua sorella Sarah.

## Filmografia

### Attore

#### Cinema
- Kazaam - Il gigante rap (Kazaam), regia di Paul Michael Glaser (1996)
- Rushmore, regia di Wes Anderson (1998)
- Lightning Bug, regia di Robert Hall (2004)
- Crank: High Voltage, regia di Mark Neveldine e Brian Taylor (2009)
- MacGruber, regia di Jorma Taccone (2010)
- Facciamola finita (This Is the End), regia di Evan Goldberg e Seth Rogen (2013)ù
- Ted Bundy - Fascino criminale (Extremely Wicked, Shockingly Evil and Vile), regia di Joe Berlinguer (2019)

#### Videoclip
- You Against You - Slayer (2016)

### Regista

#### Cinema
- The FP, con Jason Trost (2011)
- An American Pickle (2020)

#### Televisione
- Future Man - serie TV, episodio 1x07 (2017)
- Knuckles - miniserie TV, episodio 1x03 (2024)

#### Cortometraggi
- The FP, con Jason Trost (2007)
- The Day the Dead Weren't Dead, con Jason Trost (2007)

#### Videoclip
- Sundown - Fireball Ministry (2005)
- Butcher, Faker, Policy Maker - Fireball Ministry (2010)
- The Answer - Fireball Ministry (2017)

### Produttore esecutivo
- Wet and Reckless, regia di Jason Trost (2013)

### Sceneggiatore
- The FP, regia di Brandon Trost e Jason Trost (2011)

### Direttore della fotografia

#### Cinema
- Deuces, regia di Michael Winnick (2001)
- Lightning Bug, regia di Robert Hall (2004)
- State's Evidence, regia di Benjamin Louis (2004)
- The Salon, regia di Mark Brown (2005)
- Val/Val, regia di Gustavo Camelot (2005)
- Chaos, regia di David DeFalco (2005)
- Outside Sales, regia di Blayne Weaver (2006)
- Special Ops: Delta Force, regia di Cole S. McKay (2006)
- Un uomo qualunque (He Was a Quiet Man), regia di Frank A. Cappello (2007)
- Vidrio roto, regia di Gustavo Camelot (2007)
- One of Our Own, regia di Abe Levy (2007)
- Days of Darkness, regia di Jake Kennedy (2007)
- The Last Season, regia di Bryan Kramer (2007)
- Pulse 2: Afterlife, regia di Joel Soisson (2008)
- Pulse 3, regia di Joel Soisson (2008)
- Presence, regia di Bryan Kramer (2008)
- Weather Girl, regia di Blayne Weaver (2009)
- Crank: High Voltage, regia di Mark Neveldine e Brian Taylor (2009)
- Halloween II, regia di Rob Zombie (2009)
- Karma Kova, regia di Michael Buechler (2009)
- MacGruber, regia di Jorma Taccone (2010)
- Mad World, regia di Cory Cataldo (2010)
- A Buddy Story, regia di Marc Erlbaum (2010)
- The FP, regia di Brandon Trost e Jason Trost (2011)
- Ghost Rider - Spirito di vendetta (Ghost Rider: Spirit of Vengeance), regia di Mark Neveldine e Brian Taylor (2011)
- Indovina perché ti odio (That's My Boy), regia di Sean Anders (2012)
- Le streghe di Salem (The Lords of Salem), regia di Rob Zombie (2012)
- Facciamola finita (This Is the End), regia Evan Goldberg e Seth Rogen (2013)
- Quel momento imbarazzante (The Awkward Moment), regia di Tom Gormican (2014)
- Cattivi vicini (Neighbors), regia di Nicholas Stoller (2014)
- The Interview, regia di Evan Goldberg e Seth Rogen (2014)
- Diario di una teenager (The Diary of a Teenage Girl), regia di Marielle Heller (2015)
- Manuale scout per l'apocalisse zombie (Scouts Guide to the Zombie Apocalypse), regia di Christopher Landon (2015)
- Sballati per le feste! (The Night Before), regia di Jonathan Levine (2015)
- Cattivi vicini 2 (Neighbors 2: Sorority Rising), regia di Nicholas Stoller (2016)
- Vite da popstar (Popstar: Never Stop Never Stopping), regia di Akiva Schaffer e Jorma Taccone (2016)
- The Disaster Artist, regia di James Franco (2017)
- Copia originale (Can You Ever Forgive Me?), regia di Marielle Heller (2018)
- Ted Bundy - Fascino criminale (Extremely Wicked, Shockingly Evil and Vile), regia di Joe Berlinger (2019)
- What the Constitution Means to Me, regia di Marielle Heller (2020)
- Caro Evan Hansen (Dear Evan Hansen), regia di Stephen Chbosky (2021)
- Sonic 2 - Il film (Sonic the Hedgehog 2), regia di Jeff Fowler (2022)
- Bros, regia di Nicholas Stoller (2022)
- Sonic 3 - Il film (Sonic the Hedgehog 3), regia di Jeff Fowler (2024)
- Nightbitch. Bestia di notte (Nightbitch), regia di Marielle Heller (2024)

#### Televisione
- Dark Wall - serie TV, episodio 1x03 (2012)
- Future Man - serie TV, episodio 1x01 (2019)
- Barry - serie TV, episodio 1x01 (2018)
- The Righteous Gemstones - serie TV, episodio 1x01 (2019)
- Knuckles - miniserie TV, 3 episodi (2024)

#### Cortometraggi
- King of the Road, regia di Christopher Holmes (2001)
- Indecent Proposal, regia di Scott Quigley (2001)
- In Too Deep, regia di Scott Quigley (2001)
- Last Wod, regia di Karinna Bakker (2002)
- All Good Things, regia di Levi Holiman (2002)
- Trust, regia di Andre Campbell (2002)
- Dark as Day, regia di Levi Holiman (2003)
- Shit Happens, regia di Dan Fogelman (2003)
- The Attachment, regia di Alex Nicoll (2003)
- Frame of Mind, regia di Simon Joecker (2003)
- William Wilson, regia di Nicholas Davis (2003)
- Fish Out of Water, regia di Dewey Kim (2004)
- In the Garden, regia di Craig Dittrich (2004)
- Messiah, regia di Tiago Mesquita (2004)
- Secret Santa Deluxe, regia di Marc Milstein (2005)
- We All Fall Down, regia di Jake Kennedy (2005)
- Blockbusters, regia di Trever James e Luke Rold (2005)
- Manejar, regia di Shelly Gant (2005)
- That Guy, regia di Dash Mihok (2006)
- Time Capsule, regia di Levi Holiman (2006)
- Solus, regia di Richard Heller (2006)
- Teri, regia di Trever James (2007)
- The FP, regia di Brandon Trost e Jason Trost (2007)
- The Day the Dead Weren't Dead, regia di Brandon Trost e Jason Trost (2007)
- Person, Place or Thing, regia di Elle Martini (2008)
- Fiskars Cinema Series - From Iron to Art: The Rebirth of Company Town, regia di Dennis W. Fitzgerald (2008)
- Fiskars Cinema Series - Olavi Linden: Portrait of a Creative Spirit, regia di Dennis W. Fitzgerald (2008)
- Fiskars Cinema Series - Passion and the Power of Self - Expression: The Artisans of Fiskars, Finland, regia di Dennis W. Fitzgerald (2008)
- Behind the Terror: A Comedy, regia di Kirk Dauer (2008)
- Anti-Samaritan Hotline, regia di A. Tad Chamberlain (2010)
- The Ballad of Danko Jones, regia di Jason Diamond e Josh Diamond (2012)
- Endgame, regia di Matthew Castellanos (2018)

#### Videoclip
- Master of None - Fireball Ministry (2003)
- Shine - Josh Todd (2004)
- (Welcome to The) Sun Tangled Angel Revival - Kevn Kinney (2004)
- Sundown - Fireball Ministry (2005)
- New York Girls - Celebutante (2005)
- Lillian, Egypt - Josh Ritter (2006)
- I Won't Remember Your Name - The Letter Openers (2006)
- Girl in the War - Josh Ritter (2006)
- In the Satellite Rides a Star - Old 97's (2006)
- Weathered Soul - Manntis (2006)
- Destroyer - Static-X (2007)
- Love Me Like the World Is Ending - Ben Lee (2007)
- Beautiful Tragedy - In This Moment (2007)
- Little Dog - Million Dollar Mouth (2008)
- Super Villain - Powerman 5000 (2009)
- Whatever It Is - Zac Brown Band (2009)
- Thinking About You - The Soul of John Black (2009)
- Full of Regret - Danko Jones (2010)
- Butcher, Faker, Policy Maker - Fireball Ministry (2010)
- Sick Bubblegum - Rob Zombie (2010)
- Mars Needs Women - Rob Zombie (2010)
- Detroit City - Drivin' N' Cryin' (2011)
- Dead City Radio And The New Gods Of Supertown - Rob Zombie (2013)
- Go Kindergarten - The Lonely Island feat. Robyn (2013)
- Saw It Coming - G-Eazy feat. Jeremih (2016)
- Run - Foo Fighters (2017)
- The Sky Is a Neighborhood - Foo Fighters (2017)
- The Answer - Fireball Ministry (2017)

### Effettista

#### Cinema
- Motorama, regia di Barry Shils (1991)
- Squadra investigativa speciale S.I.S. giustizia sommaria (Extreme Justice), regia di Mark L. Lester (1993)
- House Party 3, regia di Eric Meza (1994)
- Classe 1999 II - Il supplente (Class of 1999 II: The Substitute), regia di Spiro Razatos (1994)
- Mortal Kombat, regia di Paul W. S. Anderson (1995)
- Powder - Un incontro straordinario con un altro essere (Powder), regia di Victor Salva (1995)
- Rumpelstiltskin, regia di Mark Jones (1995)
- Kazaam - Il gigante rap (Kazaam), regia di Paul Michael Glaser (1996)
- Il corvo 2 (The Crow: City of Angels), regia di Tim Pope (1996)
- Mortal Kombat - Distruzione totale (Mortal Kombat: Annihilation), regia di John R. Leonetti (1997)
- Scream 2, regia di Wes Craven (1997)
- Rushmore, regia di Wes Anderson (1998)
- Winchell, regia di Paul Mazursky (1998)
- American Pie, regia di Paul Weitz e Chris Weitz (1999)
- Bats, regia di Louis Morneau (1999)
- Sai che c'è di nuovo? (The Next Best Thing), regia di John Schlesinger (2000)
- Io, me & Irene (Me, Myself & Irene), regia di Bobby Farrelly e Peter Farrelly (2000)
- Freddy Got Fingered, regia di Tom Green (2001)
- Slackers, regia di Dewey Nicks (2002)
- S1m0ne, regia di Andrew Niccol (2002)
- Slipstream - Nella mente oscura di H. (Slipstream), regia di Anthony Hopkins (2007)